# Jan Sobieszczański
Jan Tomasz Sobieszczański (ur. 1861 w guberni piotrkowskiej, zm. 19 marca 1903 w Warszawie) – prawnik polski, szachista, działacz i prezes Warszawskiego Towarzystwa Zwolenników Gry Szachowej.
Urodzony w rodzinie ziemiańskiej, w 1881 ukończył gimnazjum w Piotrkowie i przybył do Warszawy, gdzie rozpoczął studia prawnicze na Cesarskim Uniwersytecie Warszawskim. Z dyplomem uniwersyteckim pracował w prokuraturze Królestwa Polskiego, ciesząc się uznaniem jako specjalista prawa cywilnego.
Od lat 90. XIX wieku Sobieszczański aktywnie uczestniczył w życiu szachowym Warszawy. Był stałym bywalcem lokali szachowych, gdzie chętnie grywał partie towarzyskie na umowne stawki. Przez krótki czas redagował kącik szachowy "Kuriera Porannego". W 1897 zajął dzielone II-III miejsce w czwartych mistrzostwach Warszawy. Miał na koncie zwycięstwa z wieloma silnymi warszawskimi szachistami, m.in. Janem Taubenhausem. Ze współczesnych sobie rywali w Warszawie nie zdołał jedynie pokonać Szymona Winawera. W 1901 wygrał z goszczącym w Warszawie młodym Ossipem Bernsteinem, późniejszym francuskim arcymistrzem.
Sobieszczański należał do grona inicjatorów powołania Warszawskiego Towarzystwa Zwolenników Gry Szachowej. Brał udział w opracowaniu jego statutu i regulaminów turniejowych, a po oficjalnym rozpoczęciu działalności przez Towarzystwo rozegrał w listopadzie 1899 w lokalu na Krakowskim Przedmieściu inauguracyjną partię, w której jego przeciwnikiem był inny działacz, kupiec rolniczy Kazimierz Wasilewski. Sobieszczański pełnił wielokrotnie obowiązki sędziego imprez organizowanych przez Towarzystwo, a w 1901 zastąpił Józefa Żabińskiego na stanowisku prezesa; Żabiński ponownie stanął na czele Towarzystwa po śmierci Sobieszczańskiego w marcu 1903. 